# Mózes Kahána
Mózes Kahána (russisch Моисей Генрихович Кахана, ungarisch Kahána Mózes, rumänisch Mozeș Cahana, * 26. November 1897 in Gyergyóbékás, Österreich-Ungarn; † 11. April 1974 in Budapest, Ungarn) war ein ungarisch-moldawischer Schriftsteller, Übersetzer, Essayist, Literaturkritiker und Revolutionär. Er war eine bedeutende Figur der proletarischen Literatur in Osteuropa und schrieb auf Ungarisch, Rumänisch (Moldauisch), Russisch und Esperanto.

## Leben

### Frühe Jahre
Mózes Kahána wurde in eine jüdische Familie in Siebenbürgen geboren. Sein älterer Bruder war der Psychiater Ernő Kahána. Erste literarische Arbeiten veröffentlichte er unter dem Namen Joel Béla.
Nach dem Umzug nach Budapest wurde er Teil der revolutionären Intelligenz der Ungarischen Räterepublik. Er schloss sich der Kommunistischen Partei an und war Redakteur der Zeitung Vörös Újság. Nach der Niederschlagung des Regimes wurde er verhaftet und später ausgewiesen.

### Exil und literarische Arbeit
In Wien veröffentlichte er 1921 den Gedichtband Túl a politikán mit Illustrationen von Hans Mattis-Teutsch. 1922 gründete er die exilungarische linke Zeitschrift Egyseg.
Nach seiner Rückkehr nach Siebenbürgen 1923 wurde er 1926 wegen kommunistischer Aktivitäten inhaftiert, konnte jedoch fliehen und sich in der Sowjetunion niederlassen. Dort war er Mitbegründer des Schriftstellerverbandes der Moldauischen ASSR und Teil der Proletkult-Bewegung. Er schrieb in Zeitschriften wie Moldova literară, Bolshevik und veröffentlichte in Esperanto.

### Späte 1930er und Zweiter Weltkrieg
Im Auftrag der Komintern arbeitete er zeitweise in Berlin und Paris. In Frankreich veröffentlichte er Prosa unter dem Pseudonym Köves Miklós und engagierte sich in der linken Emigrantenliteratur. 
Nach der sowjetischen Annexion Bessarabiens ließ er sich in Cluj nieder, wo sein bekanntester Roman Hat nap és a hetedik (deutsch: Sechs Tage und der siebte) erschien.
Während des Zweiten Weltkriegs wurde er in Zentralasien evakuiert. Nach Kriegsende kehrte er in die Moldauische SSR zurück und arbeitete an mehreren Wörterbüchern, darunter einem bedeutenden Ungarisch-Russischen Wörterbuch.

### Konflikte und späte Jahre
In den 1950er Jahren veröffentlichte er zwei Romane auf Moldauisch zur Thematik der Kollektivierung. Der dritte Band wurde wegen ideologischer „Revisionismen“ kritisiert. Kahana wurde aus dem literarischen Leben der Moldauischen SSR ausgeschlossen.
Er übersiedelte nach Moskau und arbeitete dort als Übersetzer. 1964 kehrte er nach Ungarn zurück, wo er wieder publizierte und 1968 mit dem Attila-József-Preis ausgezeichnet wurde. Er war Mitglied der Ungarischen Sozialistischen Arbeiterpartei.
Am 11. April 1974 nahm er sich in einem Budapester Krankenhaus das Leben.

## Werk (Auswahl)
- Túl a politikán (Gedichte, 1921)
- Hat nap és a hetedik (Roman, 1941)
- Costea Gingaș (Roman, 1954)
- Ungarisch–Russisches Wörterbuch (mehrere Auflagen)

## Bedeutung
Mozes Kahana war eine prägende Figur der sozialistischen Literatur und Kultur Osteuropas. Seine Tätigkeit als Schriftsteller, Kritiker und Übersetzer wirkte weit über die ungarische und moldauische Literaturlandschaft hinaus.